# St. Chrysanthus und Daria (Haan)

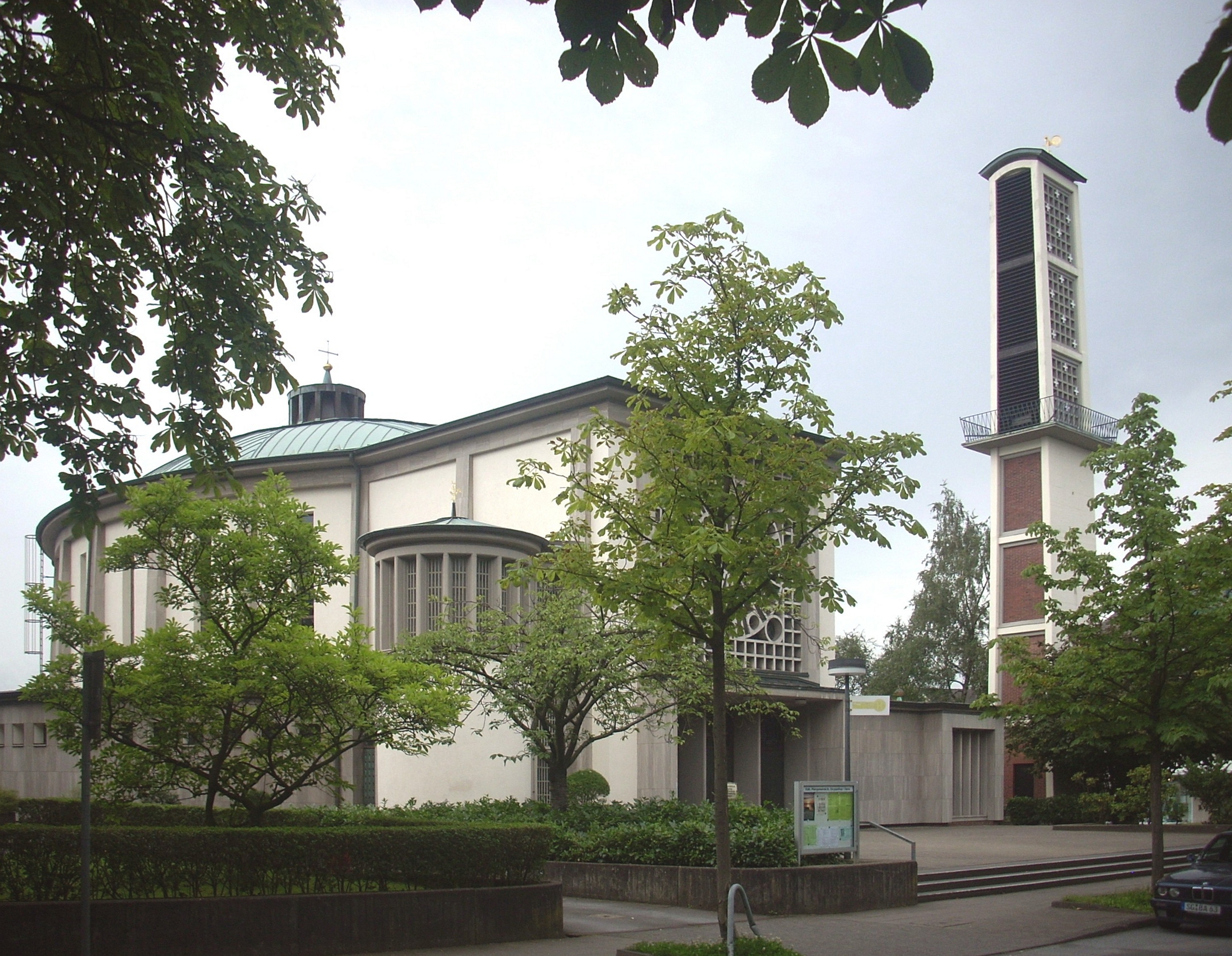
St. Chrysanthus und Daria

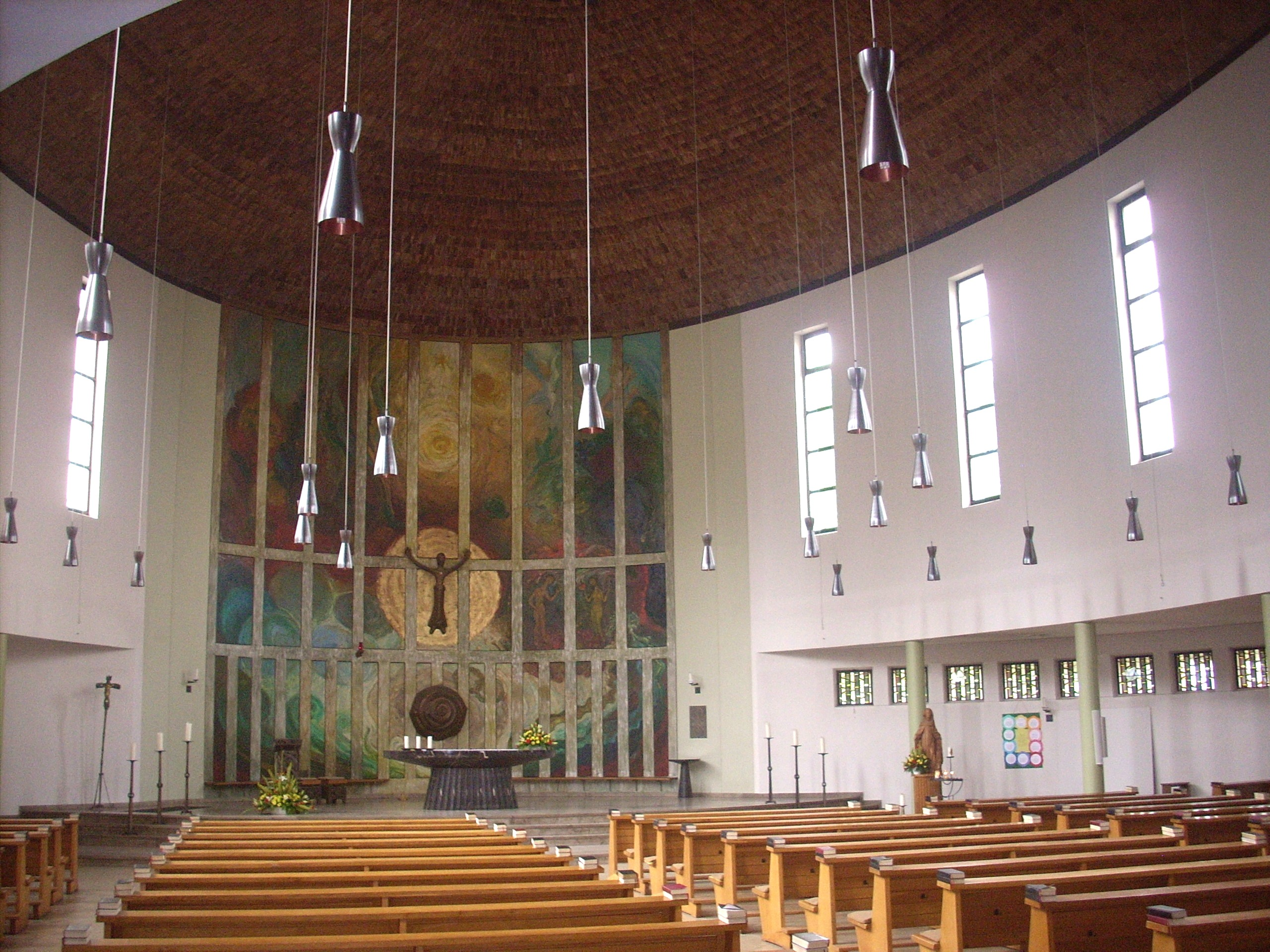
Inneres

St. Chrysanthus und Daria ist die katholische Kirche von Haan. Sie entstand ab 1955 nach Plänen von Emil Jung, Essen, und wurde am 18. März 1956 von Erzbischof Josef Kardinal Frings geweiht.

## Architektur
Die Kirche besteht aus einem ovalen Hauptraum mit umgangartigen Seitenschiffen, rechteckigem Portalvorbau und Kapellenanbauten sowie einem hohen freistehenden Glockenturm. Das weiß verputzte Äußere ist mit dunklen Lisenen und Gesimsen gegliedert. Die gesamte Wandfläche über dem Portal nimmt ein kleinteilig gegliedertes Fenster mit eingebetteter Rosette ein. Das Dach ist eine Flachkuppel mit Laterne.

## Ausstattung
Das weiträumige Innere ist bestimmt vom Kontrast der hellen Wände zur holzfarbenen Dachwölbung und von dem großen, durch rechteckige Wandgliederungen unterteilten Bild an der Altarrückwand. Es zeigt um die Zentralgestalt des auferstehenden Christus vor einer Sonnenscheibe Motive der Schöpfungsgeschichte.

### Orgel
Die Orgel wurde 1986 von der Orgelbaufirma Oberlinger (Windesheim) erbaut. Das Instrument hat 56 Register auf drei Manualen, dem frei ankoppelbaren Chamadenwerk und Pedal. Die Spieltrakturen und Koppeln sind z. T. elektrisch, zum Teil mechanisch und teilweise mit Barkermaschinen ausgestattet. Die Registertrakturen sind elektrisch. Das Positif und das Recit sind als Schwellwerke ausgerüstet. Die Disposition orientiert sich an Orgeln von Aristide Cavaillé-Coll.
| I Grand Orgue C–g3 |                  |       |
| 1.                 | Flûte conique    | 16′   |
| 2.                 | Montre           | 8′    |
| 3.                 | Flûte harmonique | 8′    |
| 4.                 | Viole de Gambe   | 8′    |
| 5.                 | Bourdon          | 8′    |
| 6.                 | Prestant         | 4′    |
| 7.                 | Flûte a cheminée | 4′    |
| 8.                 | Quinte           | 2 ⁄3′ |
| 9.                 | Doublette        | 2′    |
| 10.                | Cornet V         | 8′    |
| 11.                | Fourniture V     | 1 ⁄3′ |
| 12.                | Cymbale          | 2⁄3′  |
| 13.                | Bombarde         | 16′   |
| 14.                | Trompette        | 8′    |
|                    | Tremolo          |       |

| II Positif C–g3 |                  |       |
| 15.             | Flûte ouverte    | 8′    |
| 16.             | Cor de nuit      | 8′    |
| 17.             | Quintaton        | 8′    |
| 18.             | Prestant         | 4′    |
| 19.             | Flûte octaviante | 4′    |
| 20.             | Doublette        | 2′    |
| 21.             | Larigot          | 1 ⁄3′ |
| 22.             | Carillon III     | 2 ⁄3′ |
| 23.             | Mixture IV       | 1′    |
| 24.             | Trompette        | 8′    |
| 25.             | Cromorne         | 8′    |
|                 | Tremolo          |       |

| III Recit C–g3 |                       |        |
| 26.            | Violon                | 16′    |
| 27.            | Prestant              | 8′     |
| 28.            | Flûte à cheminée      | 8′     |
| 29.            | Salicional            | 8′     |
| 30.            | Voix céleste          | 8′     |
| 31.            | Fugara                | 4′     |
| 32.            | Flûte douce           | 4′     |
| 33.            | Nasard                | 2 ⁄3′  |
| 34.            | Octavin               | 2′     |
| 35.            | Tierce                | 1 3⁄5′ |
| 36.            | Piccolo               | 1′     |
| 37.            | Harmonia aetherea III | 2 ⁄3′  |
| 38.            | Plein Jeu VI          | 2′     |
| 39.            | Basson                | 16′    |
| 40.            | Trompette harmonique  | 8′     |
| 41.            | Hautbois              | 8′     |
| 42.            | Voix humaine          | 8′     |
| 43.            | Clairon harmonique    | 4′     |
|                | Tremolo               |        |

| Pedale C–g1 |              |         |
| 44.         | Contrebasse  | 16′     |
| 45.         | Soubasse     | 16′     |
| 46.         | Quinte       | 10 2⁄3′ |
| 47.         | Montre       | 8′      |
| 48.         | Bourdon      | 8′      |
| 49.         | Prestant     | 4′      |
| 50.         | Plein Jeu IV | 2 ⁄3′   |
| 51.         | Bombarde     | 16′     |
| 52.         | Trompette    | 8′      |
| 53.         | Clairon      | 4′      |

| Chamades C–g3 |             |     |
| 54.           | Chamade     | 16′ |
| 55.           | Chamade     | 8′  |
| 56.           | Chamade     | 4′  |
|               | Cymbelstern |     |

- Koppeln:
  - Normalkoppeln: II/I, III/I, III/II, I/P, II/P, III/P
  - Suboktavkoppeln: III/I, III/III
  - Suboktavkoppeln: III/I, III/III
  - Chamadenkoppeln: an I, II, III, P
- Spielhilfen: Setzeranlage

## Geschichte
Das Patrozinium des Märtyrerpaars Chrysanthus und Daria knüpft an die erste Haaner Kirche an, deren Anfänge ins 10. Jahrhundert zurückreichen. Sie war seit der Reformationszeit evangelisch-reformiert.
Für die erst im 19. Jahrhundert allmählich wieder entstehende katholische Gemeinde wurde am Fest der hll. Chrysanthus und Daria, dem 25. Oktober 1856, ein erster provisorischer Gottesdienstraum im Haus zum Dorn geweiht. Ab 1867 konnte dann eine Kirche in Form einer kleinen neugotischen Basilika mit Dachreiter gebaut werden, die Erzbischof Paulus Melchers am 25. Juni 1869 weihte. Für die nach dem Zweiten Weltkrieg sprunghaft angewachsene Gemeinde entstand schließlich neben der alten Kirche auf dem Pfarrgrundstück der heutige Bau, nach dessen Fertigstellung die Vorgängerkirche abgerissen wurde.